# Cabinet Rutte IV
Pour les articles homonymes, voir Cabinet Rutte.
Royaume des Pays-Bas
Rutte III Schoof
Le cabinet Rutte IV (en néerlandais : Kabinet-Rutte IV) est le gouvernement du royaume des Pays-Bas entre le 10 janvier 2022 et le 2 juillet 2024, sous la XXXVIIIe législature de la Seconde Chambre.
Il est dirigé par le libéral-démocrate Mark Rutte, après la victoire du VVD à la majorité relative lors des élections législatives. Il repose sur la même coalition de quatre partis que le précédent exécutif, le cabinet Rutte III, auquel il succède après 271 jours de négociations, un record aux Pays-Bas.

## Historique du mandat
Ce gouvernement est dirigé par le Premier ministre libéral-démocrate sortant Mark Rutte. Il est constitué et soutenu par une coalition entre le Parti populaire pour la liberté et la démocratie (VVD), les Démocrates 66 (D66), l'Appel chrétien-démocrate (CDA) et l'Union chrétienne (CU). Ensemble, ils disposent de 77 représentants sur 150, soit 51,3 % des sièges de la Seconde Chambre.
Il est formé à la suite des élections législatives du 15 au 17 mars 2021.
Il succède donc au cabinet Rutte III, constitué et soutenu par une coalition identique et assumant la gestion des affaires courantes depuis sa démission le 15 janvier 2021.

### Formation

#### Débuts mouvementés
Au cours du scrutin, le Parti populaire pour la liberté et la démocratie conserve son statut de première force politique néerlandaise, tandis que son partenaire des Démocrates 66 progresse fortement, à l'inverse de l'Appel chrétien-démocrate, qui connaît un sensible recul.

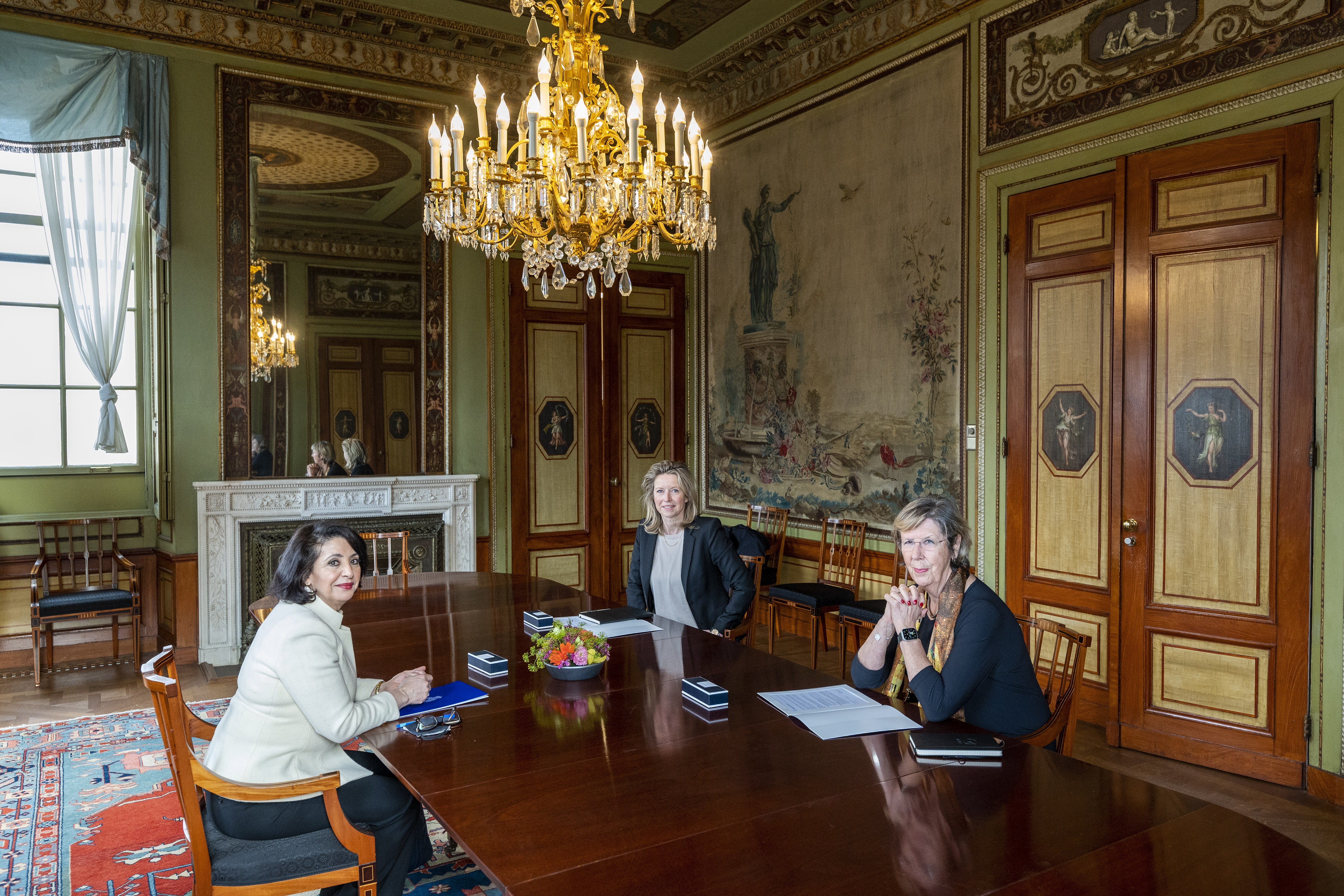
Kajsa Ollongren et Annemarie Jorritsma reçues par la présidente de la Seconde Chambre Khadija Arib le 18 mars 2021.

Dès le lendemain des élections, la Seconde Chambre nomme la libérale-démocrate Annemarie Jorritsma et la sociale-libérale Kajsa Ollongren « éclaireuses », afin d'établir les premières ébauches d'une possible majorité parlementaire. Elles sont contraintes de démissionner au bout d'une semaine après que des photographes de presse ont pu photographier des documents confidentiels lors d'une sortie de Kajsa Ollongren de la Binnenhof. Elles sont remplacées par Tamara van Ark et Wouter Koolmees, respectivement.
Leur mission est annulée le 1er avril, à l'issue d'un débat parlementaire houleux qui contraint Jorritsma et Ollongren à rendre publiques leurs notes, qui démontraient que Mark Rutte avait déjà parlé d'attribuer un poste « ailleurs » à un représentant du CDA critique de sa gestion, Pieter Omtzigt, contrairement à ses précédentes affirmations. Le Premier ministre était alors revenu dessus, expliquant s'être « trompé de souvenirs », puis avait échappé au vote d'une motion de censure déposée par l'opposition,. Il fait cependant l'objet d'une motion de défiance, adoptée par tous les partis sauf le sien.

#### Plusieurs options envisagées

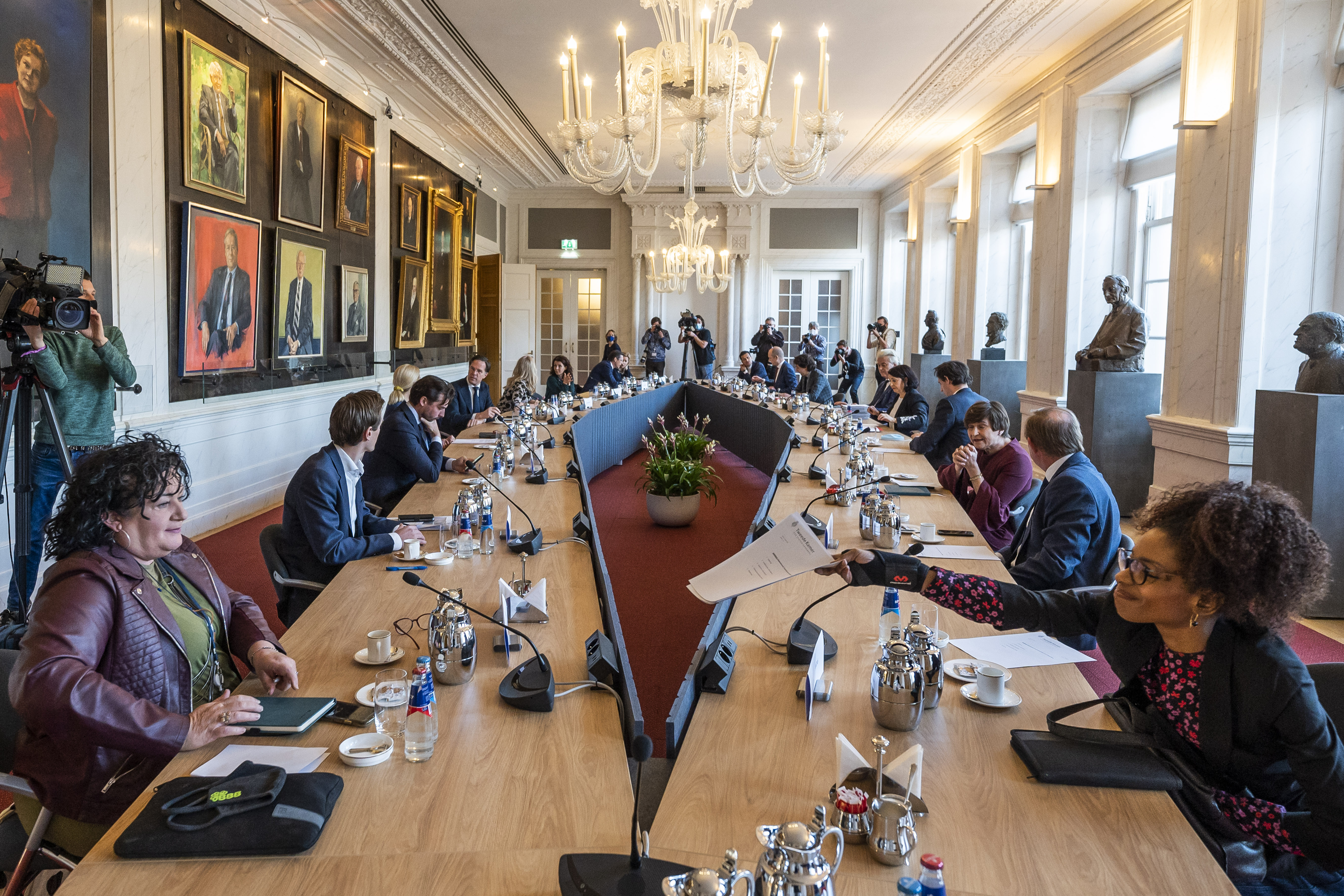
Les présidents des groupes parlementaires à la Seconde Chambre, reçus par Khadija Arib le 6 avril 2021.

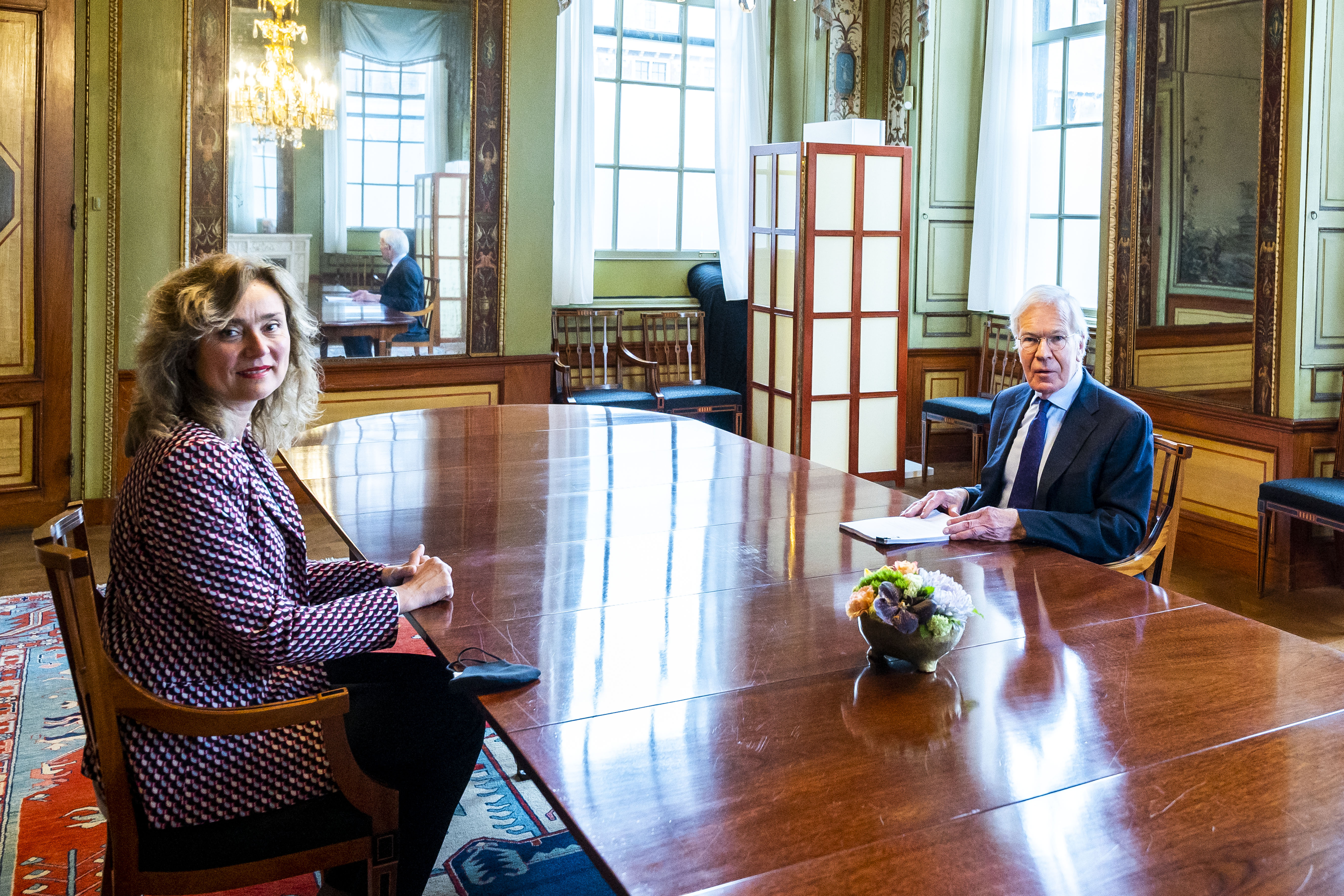
Le ministre d'État avec la nouvelle présidente de la Seconde Chambre, Vera Bergkamp, le 30 avril 2021.

Finalement, les représentants font appel le 6 avril au ministre d'État travailliste Herman Tjeenk Willink (nl), ancien président de la Première Chambre et ancien vice-président du Conseil d'État, quatre jours après avoir décidé qu'ils nommeraient « informateur » une personnalité indépendante et faisant autorité. Il remet son rapport final à la fin du mois, recommandant l'ouverture formelle du processus de formation du nouveau cabinet. Le 12 mai, la Seconde Chambre lance cependant une nouvelle mission d'information, confiée à la présidente travailliste du Conseil économique et social (SER), Mariëtte Hamer (nl). Dans son rapport remis le 22 juin, elle suggère de charger Mark Rutte et Sigrid Kaag de rédiger un accord de coalition afin d'entamer des pourparlers sous sa supervision, une proposition approuvée dès le lendemain par l'assemblée.
Les échanges avec les autres formations politiques sur la base de l'accord entre le VVD et les D66 débutent le 17 août, mais l'informatrice constate leur échec deux semaines plus tard. Elle rend son mandat le 2 septembre en suggérant la formation d'un gouvernement minoritaire du VVD, des D66 et du CDA. La Seconde Chambre désigne cinq jours plus tard le libéral-démocrate Johan Remkes comme nouvel informateur et ce dernier indique publiquement le 28 septembre qu'un cabinet sans majorité n'était finalement pas une option, tandis que l'idée de nouvelles élections devait être creusée. En réaction, les Démocrates 66 lèvent leur blocage sur une ouverture des négociations avec l'Union chrétienne. Dans son rapport final déposé deux jours après, l'informateur recommande la désignation de deux nouveaux informateurs pour explorer la voie d'une réédition de la majorité sortante.

#### Succès des négociations

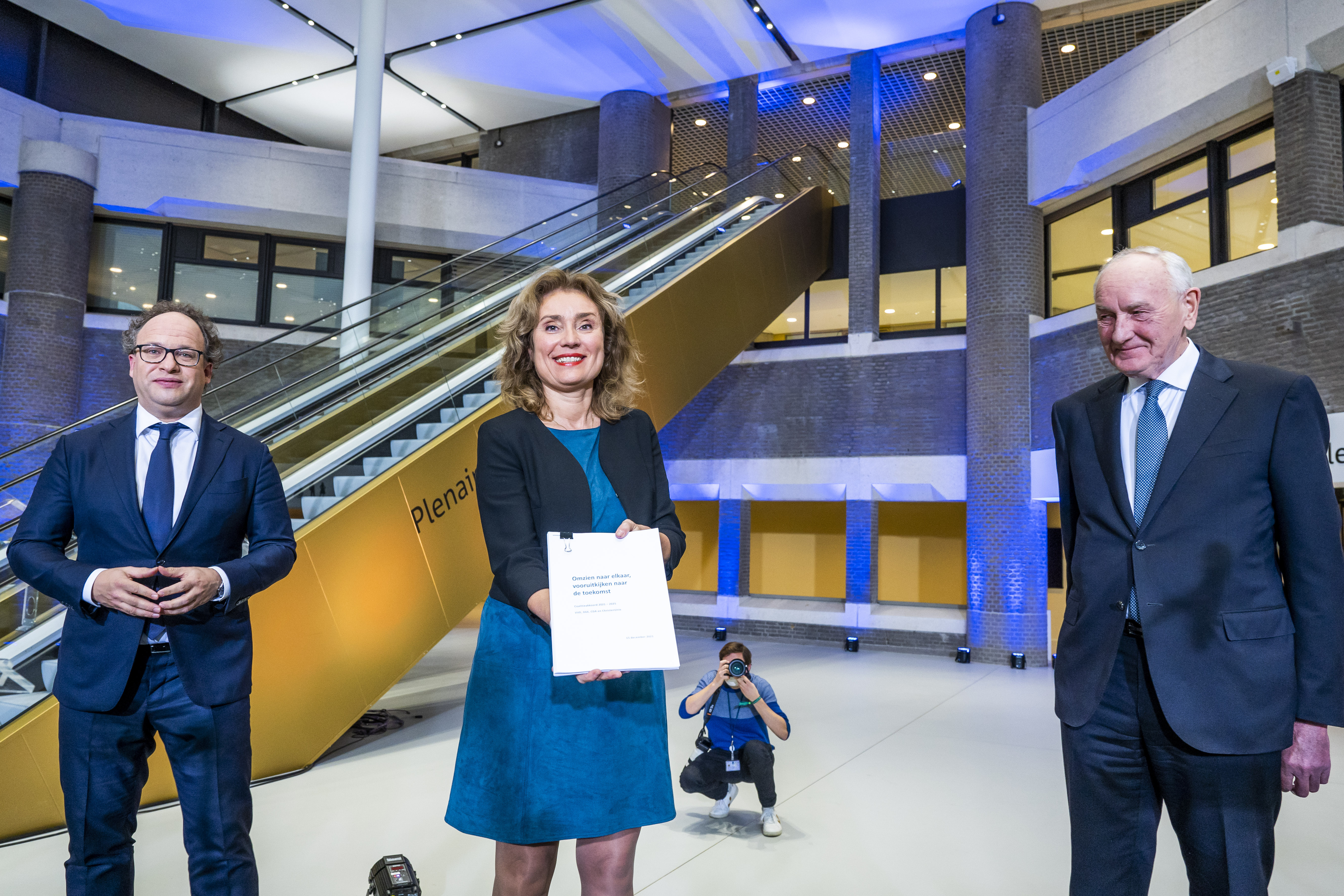
Wouter Koolmees, Vera Bergkamp et Johan Remkes avec le rapport final des informateurs le 15 décembre 2021.

Les représentants valident le 5 octobre les recommandations de l'informateur Johan Remkes, le reconduisent et lui adjoignent Wouter Koolmes comme co-informateur afin de tenter la poursuite de la coalition déjà au pouvoir. Le 13 décembre, Mark Rutte et Sigrid Kaag font publiquement état de la conclusion d'un accord de majorité après 271 jours de négociations, soit le nouveau record de la vie politique néerlandaise, ce qui permettra la constitution du cabinet Rutte IV au mois de janvier 2022.
L'accord de coalition est publiquement dévoilé peu après. Il prévoit d'atteindre la neutralité carbone en 2050 notamment en construisant deux nouveaux réacteurs nucléaires, en isolant l'ensemble des logements, en étendant les zones naturelles, en instaurant en 2030 une taxe sur le nombre de kilomètres parcourus pour les véhicules et en créant un « fonds climat » de 35 milliards d'euros pour financer les investissements. Le salaire minimum doit être relevé de 10 %, les impôts sur les ménages diminueront de trois milliards d'euros, le secteur de la petite enfance deviendra quasiment gratuit, tandis que 100 000 logements seront construits chaque année. Les « déclarations d'indésirabilité » (ongewenstverklaringen), permettant des expulsions du territoire national, doivent être étendues des étrangers se rendant coupables de crimes, de récidive et de menace à l'ordre public, à toutes les personnes résidant illégalement aux Pays-Bas.
Le chef politique de la Gauche verte (GL) Jesse Klaver estime que les montants prévus pour la question climatique ne sont pas suffisants tandis que la chef du Parti socialiste (SP) Lilian Marijnissen évoque « un coup de poignard dans le dos » des soignants à propos de l'objectif d'économies de 4,5 milliards d'euros dans le secteur des soins de santé. En matière de défense, la coalition fait bouger les lignes en augmentant significativement son budget et en dirigeant sa stratégie dans un axe nettement plus européen que par le passé.
La Seconde Chambre désigne officiellement Mark Rutte formateur le 16 décembre, lui permettant d'engager la constitution de sa nouvelle équipe gouvernementale et de se préparer à entamer un quatrième mandat. Le 10 janvier 2022, les nouveaux ministres sont assermentés, presque un an après la démission du gouvernement précédent et 299 jours après les élections ; en raison des restrictions de contact imposés par la situation sanitaire, la traditionnelle photo de famille avec le roi est prise sur les marches du palais Noordeinde et non sur celles de la Huis ten Bosch, sans la vice-Première ministre Sigrid Kaag, positive au Covid-19,.

### Succession
Le 7 juillet 2023, la coalition soutenant le cabinet Rutte IV se disloque, à la suite de l'échec des négociations entre les partis la constituant, concernant la politique d'asile.

## Composition

### Initiale (10 janvier 2022)
- Par rapport au cabinet Rutte III, les nouveaux ministres sont indiqués en gras, ceux ayant changé d'attributions le sont en italique.

| Poste                                                                                                | Titulaire | Titulaire                                                                                               | Parti |
| --- | --------- | --- | ----- |
| Premier ministre Ministre des Affaires générales                                                     |           | Mark Rutte                                                                                              | VVD   |
| Vice-Première ministre Ministre des Finances                                                         |           | Sigrid Kaag                                                                                             | D66   |
| Vice-Premier ministre Ministre des Affaires étrangères                                               |           | Wopke Hoekstra                                                                                          | CDA   |
| Vice-Première ministre Ministre de la Lutte contre la pauvreté, de la Participation et des Retraites |           | Carola Schouten                                                                                         | CU    |
| Ministre du Commerce extérieur et de la Coopération au développement                                 |           | Liesje Schreinemacher                                                                                   | VVD   |
| Ministre de la Justice et de la Sécurité                                                             |           | Dilan Yeşilgöz-Zegerius                                                                                 | VVD   |
| Ministre de la Protection juridique                                                                  |           | Franc Weerwind                                                                                          | D66   |
| Ministre des Affaires intérieures et des Relations au sein du Royaume                                |           | Hanke Bruins Slot                                                                                       | CDA   |
| Ministre du Logement et de l'Aménagement du territoire                                               |           | Hugo de Jonge                                                                                           | CDA   |
| Ministre de l'Éducation, de la Culture et de la Science                                              |           | Robbert Dijkgraaf                                                                                       | D66   |
| Ministre de l'Enseignement primaire et secondaire                                                    |           | Dennis Wiersma (jusqu'au 23/06/2023) Mariëlle Paul (à partir du 21/07/2023)                             | VVD   |
| Ministre de la Défense                                                                               |           | Kajsa Ollongren                                                                                         | D66   |
| Ministre des Infrastructures et des Eaux                                                             |           | Mark Harbers                                                                                            | VVD   |
| Ministre des Affaires économiques et du Climat                                                       |           | Micky Adriaansens                                                                                       | VVD   |
| Ministre du Climat et de l'Énergie                                                                   |           | Rob Jetten                                                                                              | D66   |
| Ministre de l'Agriculture, de la Nature et de la Qualité alimentaire                                 |           | Henk Staghouwer (jusqu'au 05/09/2022) Carola Schouten (par intérim) Piet Adema (à partir du 03/10/2022) | CU    |
| Ministre de la Nature et de la Politique de l'azote                                                  |           | Christianne van der Wal                                                                                 | VVD   |
| Ministre des Affaires sociales et de l'Emploi                                                        |           | Karien van Gennip                                                                                       | CDA   |
| Ministre de la Santé, du Bien-être et des Sports                                                     |           | Ernst Kuipers                                                                                           | D66   |
| Ministre des Soins et des Sports                                                                     |           | Conny Helder                                                                                            | VVD   |

### Remaniement du 5 septembre 2023
- Par rapport à la composition précédente, les nouveaux ministres sont indiqués en gras, ceux ayant changé d'attributions le sont en italique.

| Poste | Titulaire | Titulaire                                                                       | Parti |
| --- | --------- | ------------------------------------------------------------------------------- | ----- |
| Premier ministre Ministre des Affaires générales                                                                             |           | Mark Rutte                                                                      | VVD   |
| Vice-Première/er ministre |           | Sigrid Kaag (jusqu'au 08/01/2024) Rob Jetten                                    | D66   |
| Vice-Première ministre Ministre des Affaires sociales et de l'Emploi                                                         |           | Karien van Gennip                                                               | CDA   |
| Vice-Première ministre Ministre de la Lutte contre la pauvreté, de la Participation et des Retraites                         |           | Carola Schouten                                                                 | CU    |
| Ministre des Affaires étrangères                                                                                             |           | Hanke Bruins Slot                                                               | CDA   |
| Ministre du Commerce extérieur et de la Coopération au développement                                                         |           | Liesje Schreinemacher (jusqu'au 04/12/2023) Geoffrey van Leeuwen                | VVD   |
| Ministre de la Justice et de la Sécurité                                                                                     |           | Dilan Yeşilgöz-Zegerius                                                         | VVD   |
| Ministre de la Protection juridique                                                                                          |           | Franc Weerwind                                                                  | D66   |
| Ministre des Affaires intérieures et des Relations au sein du Royaume Ministre du Logement et de l'Aménagement du territoire |           | Hugo de Jonge                                                                   | CDA   |
| Ministre de l'Éducation, de la Culture et de la Science                                                                      |           | Robbert Dijkgraaf                                                               | D66   |
| Ministre de l'Enseignement primaire et secondaire                                                                            |           | Mariëlle Paul                                                                   | VVD   |
| Ministre des Finances |           | Sigrid Kaag (jusqu'au 08/01/2024) Steven van Weyenberg (à partir du 12/01/2024) | D66   |
| Ministre de la Défense |           | Kajsa Ollongren                                                                 | D66   |
| Ministre des Infrastructures et des Eaux                                                                                     |           | Mark Harbers                                                                    | VVD   |
| Ministre des Affaires économiques et du Climat                                                                               |           | Micky Adriaansens                                                               | VVD   |
| Ministre du Climat et de l'Énergie                                                                                           |           | Rob Jetten                                                                      | D66   |
| Ministre de l'Agriculture, de la Nature et de la Qualité alimentaire                                                         |           | Piet Adema                                                                      | CU    |
| Ministre de la Nature et de la Politique de l'azote                                                                          |           | Christianne van der Wal                                                         | VVD   |
| Ministre de la Santé, du Bien-être et des Sports                                                                             |           | Ernst Kuipers                                                                   | D66   |
| Ministre des Soins et des Sports                                                                                             |           | Conny Helder                                                                    | VVD   |